# Skierniewice
Skierniewice est une ville du centre de la Pologne située dans la voïvodie de Łódź, à environ 60 km au sud-ouest de Varsovie et 40 km au nord-est de Łódź.

## Présentation
Skierniewice est une ville-powiat (une ville ayant le statut de district), elle est en même temps le chef-lieu du powiat de Skierniewice. Jusqu'en 1999, c'était le chef-lieu d'une voïvodie, désormais intégrée à celle de Łódź.
La population était de 49 348 habitants en 2005.
Elle est située sur les rivières Skierniewka et Rawka.

## Histoire
Il s’agit de la plus ancienne ville de la région, bien antérieure aux villes industrielles de Łódź et de Żyrardów (à 20 km) ; le plus ancien document la mentionnant date du 17 mai 1359 ; c'est au sujet d'une réunion tenue dans le palais de l'archevêque. Skierniewice relève en effet alors des terres détenues par l'archevêque de Gniezno dans la région de Łowicz.

### XIXesiècle
Skierniewice se trouve sur une des plus anciennes lignes de chemin de fer de Pologne (la plus ancienne du royaume de Pologne sous tutelle russe, le tsar de Russie étant roi de Pologne depuis le congrès de Vienne). Cette ligne, qui relie Varsovie au réseau autrichien via Piotrków, Radomsko et Częstochowa, est construite dans les années 1840. Skiernewice est même le point de départ de l'embranchement vers Łowicz qui, dans les années 1850, est relié au réseau prussien.

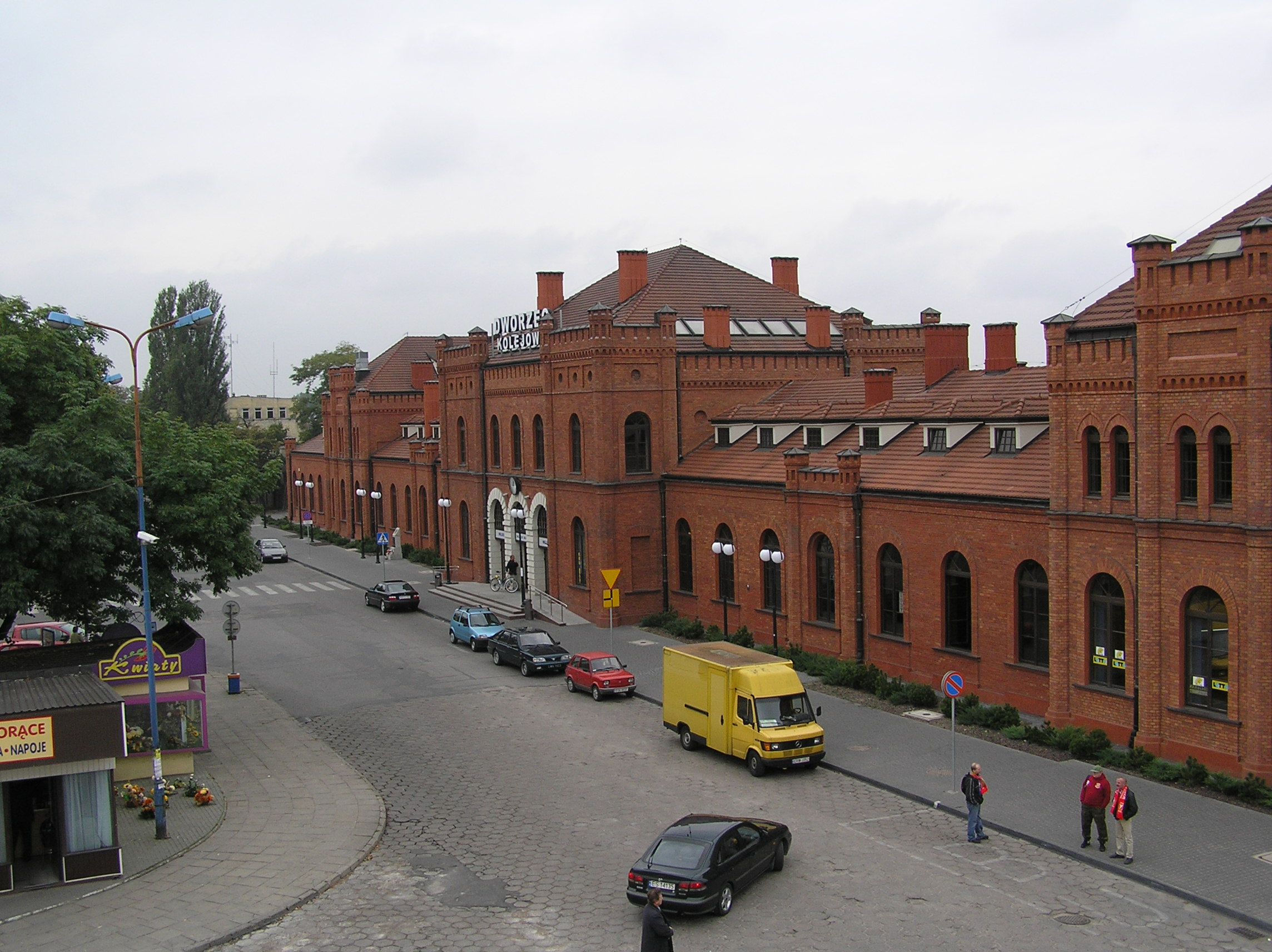
Skierniewice - Gare (1875)

À cette époque, le palais archiépiscopal, aujourd'hui disparu, est une des résidences impériales du tsar (dworzec carski) et, en septembre 1884, s'y tient une rencontre entre les empereurs de Russie, d'Autriche-Hongrie et d'Allemagne, visant à harmoniser leur politique de contrôle sur leurs sujets polonais.
Une communauté juive s'établit à Skierniewice durant le XIXe siècle : les premiers Juifs arrivent à la fin du XVIIIe siècle, ils sont 73 en 1808, 766 en 1857 et 2 898 (environ un tiers de la population) en 1897.

### Seconde Guerre mondiale
Les troupes allemandes investissent Skierniewice dans les premiers jours de la campagne de Pologne, le 9 septembre 1939 (ou la veille,).
Un ghetto juif y est créé par les nazis en octobre 1940 et les 6 000 Juifs que compte la ville sont forcés de s'y installer. Ils sont déplacés vers le ghetto de Varsovie durant les premiers mois de 1941 ; la plupart y meurent de maladie ou de famine ou sont déportés vers le centre d'extermination de Treblinka, aboutissant à la disparition de la communauté juive de Skierniewice.

## Personnalités liées à la ville
Personnalités nées à Skierniewice :
- Jan Leon Kozietulski (1781-1821), officier de l'armée napoléonienne ;
- Stefa Skurnik, née Régine (Rivka) Lemberger (1917-2014), membre de la Résistance intérieure française ;
- Leszek Stępniewski (né en 1962), coureur cycliste ;
- Grzegorz Gajewski (né en 1985), joueur d'échecs ;
- Małgorzata Śmieszek (née en 1996), joueuse de volley-ball.

Personnalités mortes à Skierniewice :
- Andrzej Krzycki, dit Andreas Cricius (1482-1537), poète et évêque catholique ;
- Henryk Firlej (1574-1626), évêque catholique ;
- Edward Okuń (1872-1945), peintre et illustrateur ;
- Élisabeth de Hesse-Darmstadt (1895-1903), princesse russe, nièce du tsar Nicolas II ;
- Alexandre Jabłoński (1898-1980), physicien.

## Patrimoine

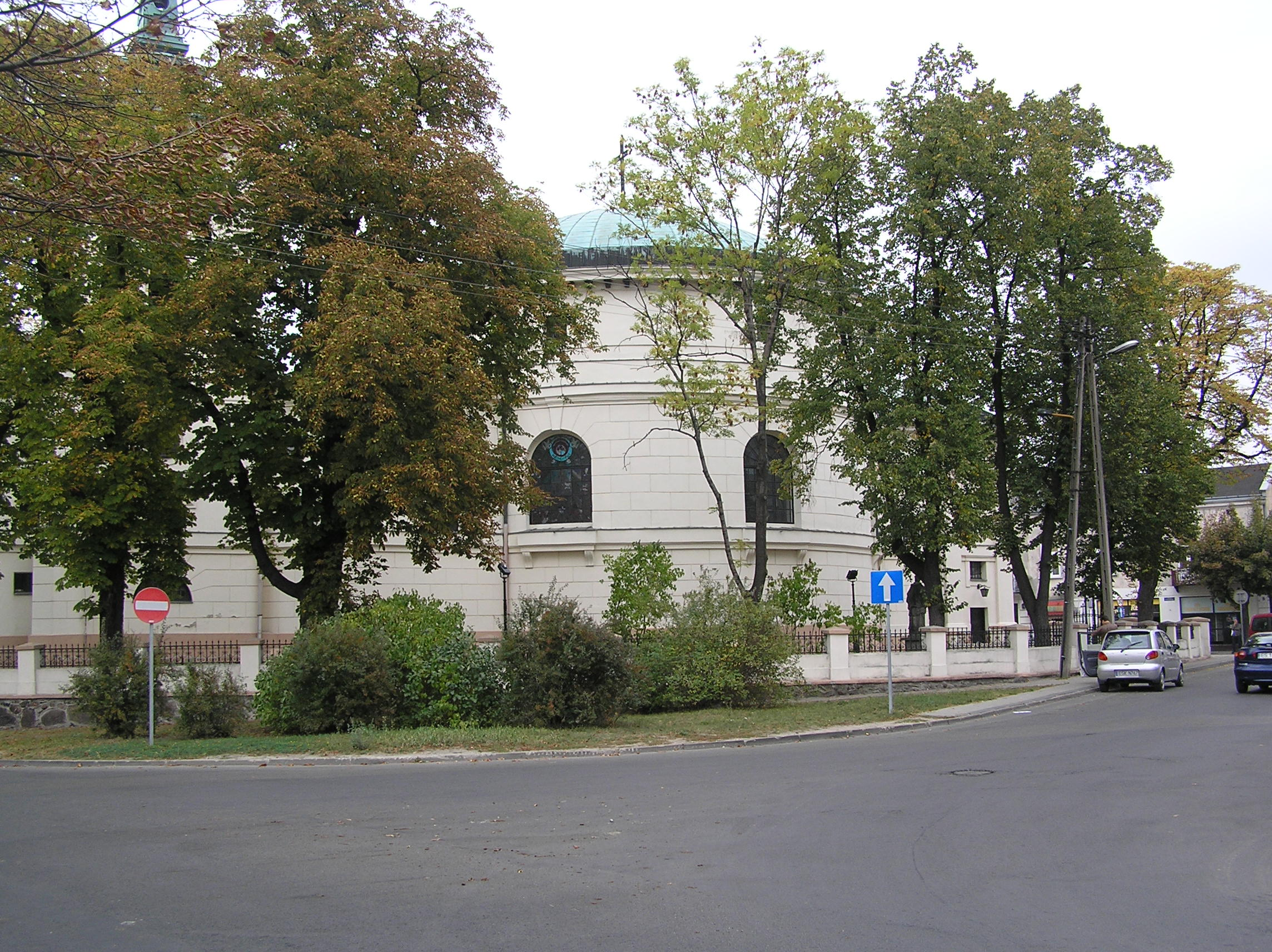
Skierniewice - l’église St. Jacques (1781)

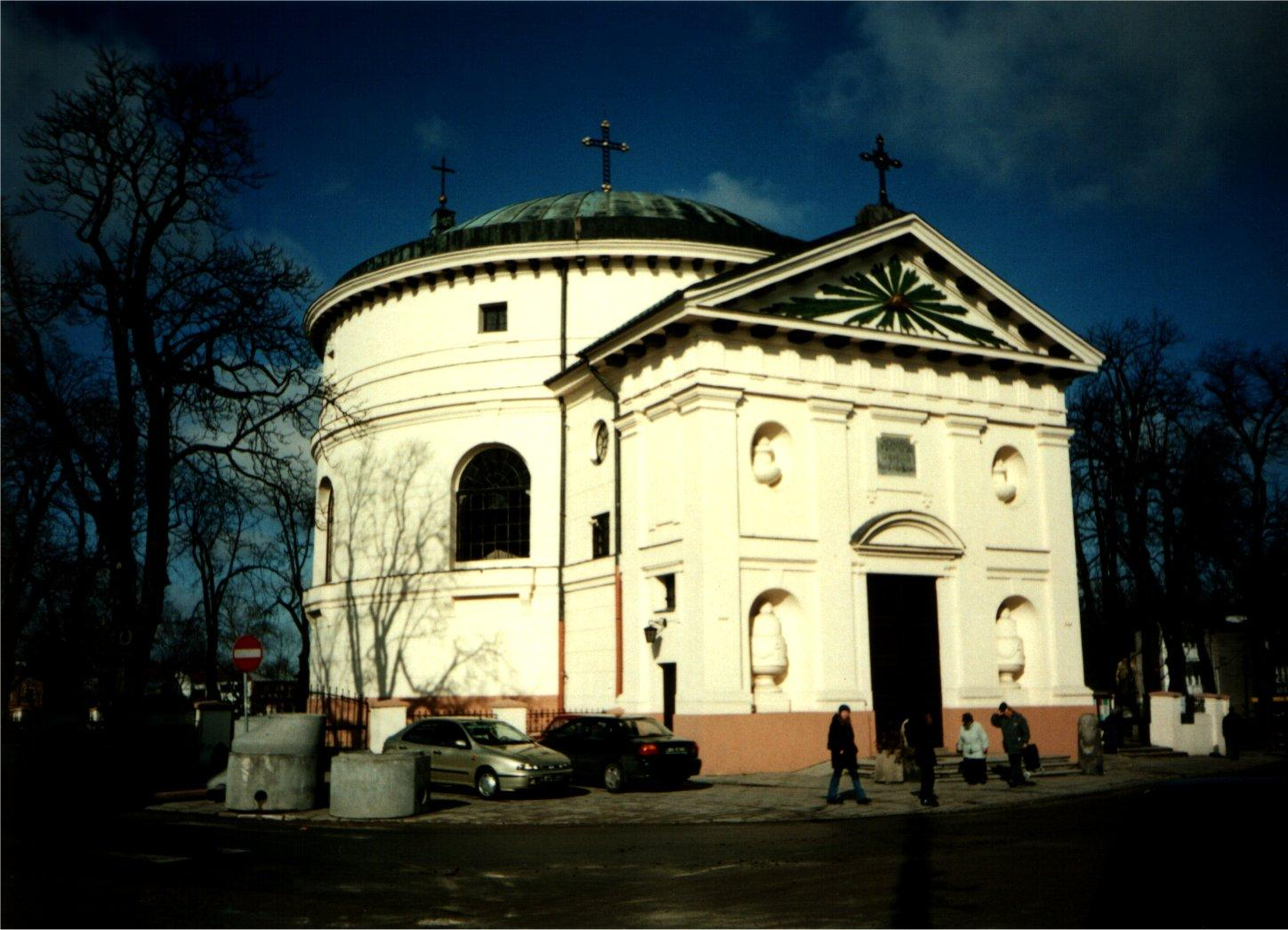
Skierniewice - l'église St. Jacques (1781)

## Relations internationales

### Jumelages
La ville de Skierniewice est jumelée avec :
- Châtelaillon-Plage (France)
- Gera (Allemagne)
- Levice (Slovaquie)
- Loubny (Ukraine)
- Szentes (Hongrie)